# Nokia 6110 Navigator
Le Nokia 6110 Navigator est un téléphone de l'entreprise Nokia commercialisé en 2007. Il est doté d'un clavier coulissant (slider) et c'est l'un des premiers téléphones à intégrer un GPS.

## Caractéristiques
- Système d'exploitation Symbian OS S60
- GSM 850/900/1800/1900 WCDMA/HSDPA 2100
- 101 × 49 × 20 mm   pour 125 grammes
- Écran  2,2 pouces, 320 × 240 pixels, TFT; QVGA
- Batterie 900 mAh
- Appareil photo numérique : 2.0 mégapixel
- DAS : 1,52 W/kg.